# Макрохристиянський цивілізаційний світ
Макрохристиянський цивілізаційний світ – макроцивілізаційна структура, що охоплює народи і нації, чиє духовне коріння, а відтак ментально-ціннісно-мотиваційна основа буття, має християнське підґрунтя і, переважно через нього, є укоріненим в антично-давньохристиянську ідейно-культурну спадщину. Користуючись цим поняттям, необхідно враховувати, що впродовж останніх 2–3 століть (символічними віхами тут є Французька революція кінця 18 століття і Російська революція 1917–1918) певна, подекуди дуже значна, кількість представників традиційно християнських народів позбулася християнської ідентичності, тоді як на теренах багатьох країн, де здавна пануючим було християнство, з'явилася значна кількість представників інших конфесійно-цивілізаційних народів (турки, араби, китайці, індуси та ін. в Західній і Центральній Європі та США). Проте це не заперечує наявності М.ц.с., який почав формуватися майже 2 тис. років тому і репрезентується окремими цивілізаціями зі спільним антично-християнським корінням.

## Зародження
Зародком М.ц.с. була спільнота давніх християн Середземномор'я, що входила до Римської імперії (див. Рим Стародавній), та деяких прилеглих територій. З утвердженням християнства як державної релігії Римської імперії та поділу останньої на західну (переважно латиномовну, з опорою головно на давньоримську спадщину) та східну, за якою закріпилася назва Візантії (переважно грекомовну, з опорою головно на еллінську спадщину), в загальних рисах складаються прообрази двох споріднених цивілізацій наступних століть – західнохристиянської (яка згодом набуває вигляду євроатлантичної цивілізації) та східнохристиянської, власне візантійсько-східнохристиянської, від якої незабаром відгалужується слов'янсько-східнохристиянська. Уже на межі античності та середньовіччя західнохристиянська та східнохристиянська цивілізації мали виразні культурно-світоглядні та суспільно-політичні відмінності. Вони були зумовлені як субцивілізаційними особливостями західно-латинського та східно-грецького субцивілізаційних варіантів античної цивілізації перших століть н. е. (з більшим індивідуалізмом, раціоналізмом, прагматизмом першої та відповідно колективізмом, містичним інтуїтивізмом другої), так і конкретними історичними обставинами їх існування в 2-й третині 1 тис. Серед останніх: знищення централізованої імперської структури та утворення германськими етносами сукупності хитких і аморфних "варварських королівств", при посиленні єдиної церковної влади папи Римського – на Заході, та збереження єдиної потужної імперії за наявності в ній залежних від центральної влади 4-х патріархатів – на Сході. У середині 1 тис. візантійсько-східнохристиянська цивілізація (від якої внаслідок розколів церковних відгалужувалися східні, пов'язані з негрекомовним населенням, церковні течії – несторіани Сирії, Месопотамії та Центральної Азії, монофізити Вірменії, Єгипту й Ефіопії), маючи своєю основою Візантію, виразно домінувала над західнохристиянською. Але відповідно до посилення держави франків та з її союзом з папським престолом, при збереженні решток міського самоврядування й становленні феодальної військово-політичної ієрархії остання перетворювалася на центр динамічного розвитку, починаючи випереджати східнохристиянську та мусульманську цивілізації (здобутки яких вона використовувала) від 13, а особливо у 15 ст.

## Розвиток на сході
Від 3-ї чверті 9 ст., при визначній ролі першовчителів слов'ян Константина (Кирила) та Мефодія (див. Кирило та Мефодій), починає складатися слов'янське субцивілізаційне відгалуження візантійсько-східнохристиянської цивілізації з власною (церковнослов'янською) мовою писемної культури та богослужіння. В 11 ст. його основою стає Київська Русь, що набуває виразних рис окремої субцивілізації. Попри монгольське лихоліття (див. Монголо-татарська навала), за умов завоювання турками решток Візантії та православно-слов'янських держав Балкан, на ґрунті Київської Русі складається й розвивається окрема слов'янсько-православна цивілізація у двох власних субцивілізаційних формах: західноправославна (українські та білоруські землі у складі Великого князівства Литовського та Речі Посполитої) і східноправославна (Московська держава (див. Велике князівство Московське) з підкореним нею Новгородом Великим). Перша не змогла створити стійкої і потужної власної держави, але була відкрита досягненням католицько-протестанської Європи і, адаптовуючи їх на власному цивілізаційному ґрунті, у 17–18 ст. транслювала другій, сприяючи її модернізації. Друга, навпаки, створила потужне царство, але тривалий час відгороджувала себе від іноцивілізаційних впливів, вибірково сприймаючи окремі західні досягнення через посередництво Києва. Специфікою розвитку слов'янсько-православної цивілізації було те, що, не встигнувши сповна оволодіти візантійсько-античною спадщиною, вона після монгольського нашестя відроджувалася і розвивалася за наявності поруч потужного, динамічного центру світового випереджаючого розвитку – західнохристиянсько-новоєвропейської, згодом – євроатлантичної (західної) цивілізації, при впливах та викликах з її боку. Внутрішній саморозвиток найістотнішим чином деформувався дією зовнішніх сил, що визначило периферійний у багатьох відношеннях щодо Заходу статус слов'янсько-православної цивілізації Нового часу та, попри потужні досягнення кінця 19–20 ст., сьогодення.

## Розвиток на заході
На хвилі піднесення доби Відродження й наступних століть Захід розпочав глобальну колоніальну експансію. У Східній Європі вона захлинулася в 1-й чв. 17 ст., а з Хмельниччини (див. Національна революція 1648–1676) розпочався зворотний процес, що тривав до середини 20 ст. Проте в Новому світі, де іспанці зіткнулися з архаїчними державами давньосхідного[прояснити]  типу, а португальці в Бразилії та голландці, англійці й французи – у Півн. Америці – лише з первісними етносами, склалася принципово ін. ситуація. На теренах, захоплених Іспанією та Португалією, при поверховій християнізації та мовній асиміляції підкорених індіанців і завезених для роботи на плантаціях рабів-негрів, при етнорасовій міксації та просякненні формально католицької свідомості трансформованими первісними уявленнями корінних мешканців і чорношкірих невільників, у 16 ст. почалося формування латиноамериканської субцивілізації. Після звільнення від колоніальної залежності та з початком формування власних націй-держав вона впродовж серед. 19 – 20 ст. набула вигляду окремої цивілізації в системі М.ц.с. Проте держави, що її складають, і за умов державного суверенітету здебільшого перебувають у великій економічній і політичній залежності від євроатлантичної (західної) цивілізації, головно від США. У Півн. Америці цивілізаційний процес набув ін. рис. Білі колоністи, переважно англомовні протестанти, майже не змішувалися з індіанцями (винищуючи та витискуючи їх у малопридатні для життя місця) та завезеними невільниками-неграми, у цілому зберігаючи свою цивілізаційну західнохристиянську ідентичність. Проте впродовж 19–20 ст. в системі зах. цивілізації утворився її північноамериканський субцивілізаційний анклав у складі США та Канади. Паралельно субцивілізаційних ознак дедалі виразніше набуває австралійсько-новозеландська філіація зах. цивілізації. Водночас, долаючи свій конфесійно-етномовний поділ, гол. чином на германомовно-протестанську Північ та романомовно-католицький Південь, Європейський Союз, що склався на ґрунті західнохристиянсько-новоєвропейської цивілізації пізнього середньовіччя та перших століть Нового часу, дедалі більше набуває характеру однієї з двох (поруч з Півн. Америкою) провідних субцивілізацій сучасної зах. цивілізації, до якої частково дотична й Південна Африка з її численним протестантським населенням.

## Загальна структура
Відтак М.ц.с. сьогодні має складну структуру. Його центр. і провідною частиною виступає західна цивілізація, що складається з двох потужних субцивілізацій: європейської (яка приблизно відповідає кордонам розширеного в 2004 ЄС) і північноамериканської, а також австралійсько-новозеландського і деяких ін. цивілізаційних анклавів. До неї дотичні слов'янсько-православна (або східнохристиянсько-євразійська) на східноєвропейсько-євразійських просторах та латиноамериканська цивілізації, що формувалися під потужним впливом і навіть при безпосередній участі (головно в Лат. Америці, але, деякою мірою, і в Сх. Європі) переселенців із Зах. Європи. Дві останні перебували і перебувають в економічній та, тією чи ін. мірою, політичній залежності від Заходу (головно США), проте (зокрема Росія і Бразилія) демонструють власну, відмінну від північноамерианської, позицію щодо міжнародних справ.
Поруч з М.ц.с. сьогодні у світі бачимо ще один цивілізаційний світ – китайсько-далекосхідний, у складі китайсько-східноазійської та японсько-далекосхідної цивілізацій. Крім них, окремими потужними цивілізаціями сьогодення є мусульмансько-афразійська та індійсько-південноазійська, тоді як Тропічну Африку, де на ґрунті традиційного язичницького суспільства схрестилися мусульманські й західноєвропейсько-християнські впливи можна вважати квазіцивілізаційною спільністю (див. також Квазіцивілізації), а Півд.-Східну Азію, деякі країни якої належать до різних цивілізаційно-конфесійних спільнот (індуїстської, буддійської, конфуціанської, мусульманської, християнської), маємо визначити як трансцивілізаційну спільність. М.ц.с. виступає серед них найширшим і найпотужнішим цивілізаційним утворенням.